# Juan Nepomuceno de Orbe y Mariaca
Juan Nepomuceno de Orbe y Mariaca   (Ermua, 2 de maig de 1817 - Ermua, 21 d'abril de 1891) va ser el quart marquès de Valde-Espina, general biscaí i polític carlí.
Al principi de la primera guerra civil el 1833 va prendre part a favor de la causa carlista amb l'ocupació d'alferes de cavalleria, distingint-se en les accions d'Azpeitia, on fou ferit; Puente la Reina, Los Arcos, Puente de Arquijas, Larrainzar, Echarri-Aranaz, Abárzuza, Montejurra, Arlabán, els dos setges de Bilbao, on fou ferit novament en la defensa de las alturas de Castrejana i trencament de la línia d'Archanda pel general José María de Orbe, el seu pare, i Ondárroa.
En acabar aquesta campanya, va emigrar a França amb la feina de comandant, condecorat amb la creu de Sant Ferran de primera classe. El 1847 va tornar a Espanya per donar l'última abraçada a la seva mare, i va contreure matrimoni a Vergara amb la filla del comte de Villafranca de Gaytán, a la cooperació i consell de les quals és deguda l'empresa d'aixecar de la ruïna els palaus de Munguía, a Astigarraga (Guipúscoa), i d'Orbe, a Ermua (Biscaia), i els 48 caserius que van ser arrasats durant la guerra civil. L'any següent va ser ascendit a tinent coronel per haver pres part en la conspiració que va costar la vida al general Alzán, i per això va ser arrestat i conduït ell mateix pres a Vitòria, però va ser posat en llibertat al cap de pocs dies, doncs va inutilitzar tots els seus papers i no se'n va poder comprovar la complicitat.
El 1855 el papa Pius IX li atorgà la gran creu de Sant Gregori el Magne. El 1860 va intervenir en la conspiració que esclatà a Sant Carles de la Ràpita, el 1866 va emigrar a França empès per la revolució de setembre i el 1869 va ser promogut a brigadier i nomenat comissari regi de les hosts carlines a Biscaia i Guipúscoa. El 1871 va ser elegit senador del regne per Biscaia, i l'any següent es va llançar una altra vegada a campanya, assistint a les accions de Mañaria, Oñate i Guernica, emigrant de nou a França després del conveni d'Amorebieta, que no va poder evitar. A l'emigració va exercir el càrrec de vocal de la Junta militar de Navarra i Províncies Vascongadas. El 1873 va entrar de nou a Espanya amb l'ocupació de mariscal de camp i el càrrec de cap d'estat major general de l'exèrcit carlí del Nord. Es va batre a Marquina, Echevarría, Guernica, Sollube, Oñate, Azcárate, Peñacerrada i Eraul, on es va distingir en una brillant càrrega de cavalleria que es va fer llegendària, en què va resultar ferit de baioneta al pit i al braç.
També fou ferit en l'atac d'Ibero, prenent part, després de rebre a don Carles Lluís de Borbó i de Bragança a la frontera i d'haver reduït a obediència el capellà Santa Cruz, en els combats de Les Campanes, Estella, Allo i Dicastillo, Viana i Montejurra, obtenint la creu de l'Ordre de San Fernando i altres condecoracions. El 1874 fou nomenat comandant general de Biscaia, distingint-se al setge de Bilbao, que manava en cap, al d'Irun i, molt especialment sent directe general de la cavalleria carlina, en l'acció de Làcar, per la qual va merèixer l'ascens a tinent general. Va passar el 1875 al costat de don Carlos amb el càrrec d'ajudant de camp, i en concloure's la guerra civil va emigrar una altra vegada a França. Dos mesos després el va nomenar don Carlos president de la Junta Secreta de Govern en què delegà la seva autoritat durant el seu primer viatge a Amèrica. El 1880 retornà a Espanya, establint-se en el palau d'Ermua, poc temps després d'haber rebut de don Carlos el grau de capità general.
Seran sempre celebrats la seva bondat, la seva caritat inesgotable, la seva gosadia i impetuositat en els combats i les seves cèlebres distraccions i humorades. Una rara particularitat de la sordesa que patia era la que no sentís l'estampit del canó i distingís, en canvi, perfectament el xiulet de les bales.